# کارلوس توماس
کارلوس توماس (انگلیسی: Carlos Tomás؛ زادهٔ ۱۸ مهٔ ۱۹۸۸) بازیکن فوتبال اهل اسپانیا است.
از باشگاه‌هایی که در آن بازی کرده‌است می‌توان به باشگاه فوتبال پومفرادینا و باشگاه فوتبال ویارئال اشاره کرد.